# Megachasma alisonae
Megachasma alisonae è una specie estinta di squalo bocca grande che visse durante il Priaboniano (ca. 36 Ma). È la più antica specie fossile di uno squalo megamouth. Il fossile tipo è stato recuperato dalla Formazione Søvind Marl in Danimarca nel 1988, ma descritto solo nel 2016.

## Descrizione
Megachasma alisonae è stato descritto a partire da un solo dente. Sulla base del confronto con i denti della specie recente (Megachasma pelagios) era lungo tra 1,3 e 3,5 m e, come i moderni squali megamouth, probabilmente si nutriva di pesci e piccoli invertebrati planctonici.

## Scoperta
L'olotipo e unico esemplare noto di M. alisonae è NHMUK PV P73711, un singolo dente. È quasi completo e apparteneva al lato destro della mascella superiore o al lato sinistro della mascella inferiore. È stato scoperto su una scogliera sul mare nel membro Pyt della formazione Søvind Marl in Danimarca. La specie è stata descritta da Kenshu Shimada e David J. Ward nel 2016. Il nome specifico onora Alison Ward, che ha aiutato David J. Ward con il lavoro che ha portato alla scoperta dell'esemplare tipo.

## Classificazione
M. alisonae appartiene allo stesso genere del moderno squalo megamouth e della specie estinta Megachasma applegatei. Lo stesso Megachasma appartiene alla famiglia Megachasmidae. Studi molecolari hanno stimato che questa famiglia sia nata nel Cretaceo superiore. A causa della mancanza di materiale fossile, è stato ipotizzato che i cambiamenti dentali in questa famiglia siano avvenuti abbastanza lentamente da rendere i loro denti più difficili da differenziare dalle altre famiglie di squali all'inizio della loro evoluzione. La morfologia del dente di M. alisonae ha una maggiore somiglianza con quelli degli odontaspididi rispetto alle altre specie di Megachasma. La morfologia del dente di M. alisonae fornisce anche le informazioni necessarie per identificare i fossili megachasmidi più antichi.